# Colegio Pedro II
El Colegio Pedro II es una institución educativa pública federal ubicada en Río de Janeiro, Brasil. Forma parte de la Red Federal de Educación Profesional, Científica y Tecnológica, vinculada a la Secretaría de Educación Profesional y Tecnológica del Ministerio de Educación. Es el tercer colegio más antiguo en actividad del país luego del Ginásio Pernambucano y del Atheneu Norte-Riograndense. La escuela fue creada en homenaje a su patrono, el emperador Pedro II. 
Fundado durante la regencia del Marqués de Olinda, Pedro de Araújo Lima, integraba un proyecto más amplio del Imperio del Brasil, del que formaban parte el Instituto Histórico y Geográfico Brasileño y el Archivo Público del Imperio, sus contemporáneos. En el plano de la educación, una gran parte de los autores entiende que el colegio pretendía formar una élite nacional. Otros, por el contrario, apuntan las limitaciones de esta visión sugiriendo otras motivaciones para la creación del colegio, principalmente al destacar que la transformación del Seminario de São Joaquim en el Colegio Pedro II estaría basada en la idea de la Reforma de la Constitución de 1834, de establecer un modelo al que las demás provincias del imperio puedan adecuarse al momento de establecer su sistema de educación pública.
El colegio priorizaba la educación y la formación de una élite local buscando enseñar a los alumnos con un currículo que servía a los intereres de ésta, tal como ocurría en algunos establecimientos educativos europeos.
Cuenta con 12 sedes en Río de Janeiro, en los barrios de Centro, São Cristóvão (3 unidades), Humaitá (2 unidades), Tijuca (2 unidades), Engenho Novo (2 unidades) y Realengo (2 unidades). También posee un campus en Niterói y otro en Duque de Caxias.